# Stutterheim (Adelsgeschlecht)

Wappen derer von Stutterheim und von Alt-Stutterheim

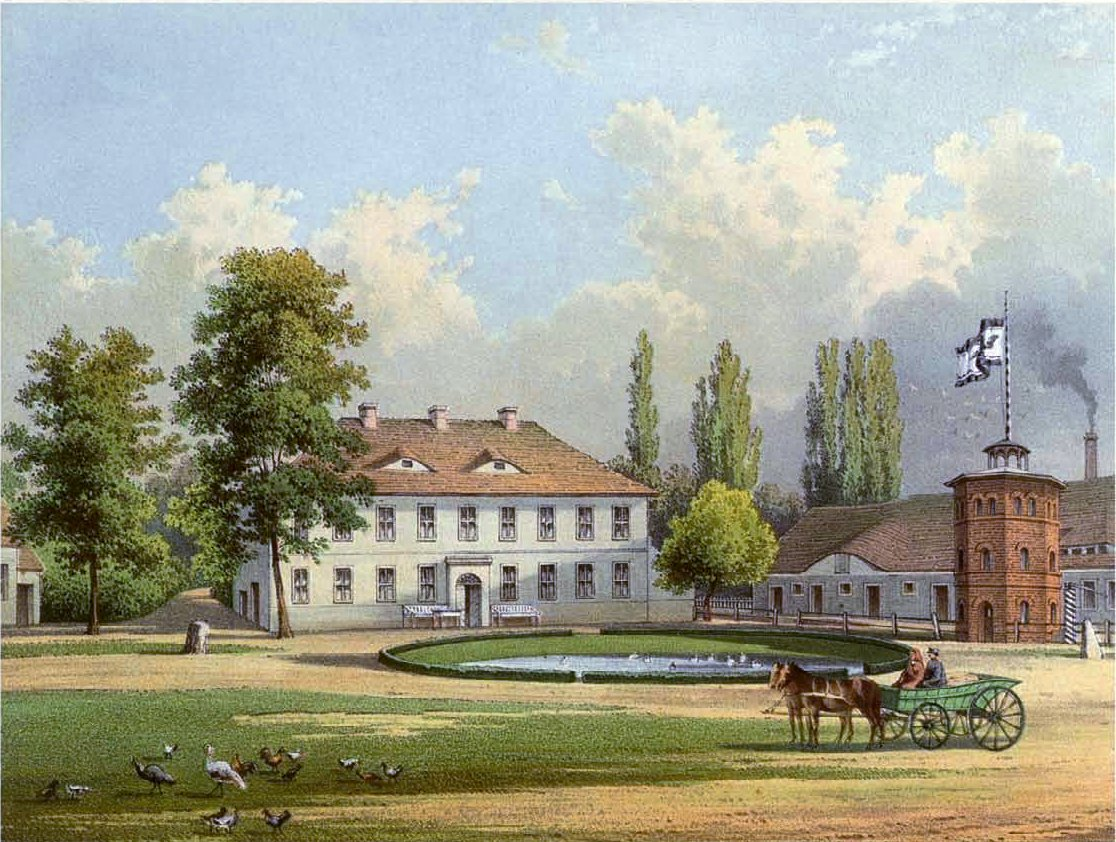
Rittergut Sellendorf 1871/73 Sammlung Alexander Duncker

Stutterheim ist der Name einer thüringischen Uradelsfamilie mit dem Stammhaus Stotternheim, das heute ein Ortsteil von Erfurt ist und im Jahr 1143 als Studernheim urkundlich erwähnt ist. Der Name wechselte im Lauf der Zeit zwischen Studer(e)nheim, Stuter(e)nheim, Strutirnheim, Stutternheim(b), Stot(t)ernheim(b) und Stutterheim.

## Geschichte

### Ursprung
Das Geschlecht erscheint erstmals urkundlich im Jahr 1182 mit Albertus de Stuterenheim. Die sichere Stammreihe beginnt erst mit Nickel von Stutternheim, der um 1530 starb.
1303 gerieten die Stotternheimer Ritter in die Kirchberger Fehde zwischen der Stadt Erfurt und den Burggrafen von Kirchberg, mit denen sie verwandt waren. Im Verlaufe der Fehde wurde so auch die Burg Stotternheim bei Erfurt durch Truppen der Stadt Erfurt und ihrer Verbündeten zerstört.

### Weitere gleichnamige Familien
Eine weitere Familie von Stutterheim (1778) erhielt am 30. Juli 1778 die kurfürstlich-sächsische Adelslegitimation. Sie geht auf einen natürlichen Sohn des Heinrich Gottlob von Stutterheim zurück, der kurfürstlich-sächsischer Generalmajor, Generaladjutant, Wirklicher Geheimer Rat und Kabinettsminister war. Dieser wurde am 20. November 1784 auch in den Reichsfreiherrenstand erhoben.
Es existiert auch eine Familie von Alt-Stutterheim gleichen Wappens, die auf den königlich preußischen Rittmeister a. D. Friedrich Wilhelm von Stutterheim auf Georgenau in Ostpreußen zurückgeht, der am 31. Oktober 1857 die preußische Genehmigung zur Führung des Namens von Alt-Stutterheim erhielt. Der Linie Neuendorf wurde hingegen bereits 1819 der Titel eines österreichischen Freiherrenstandes zuerkannt.

### Besitzungen

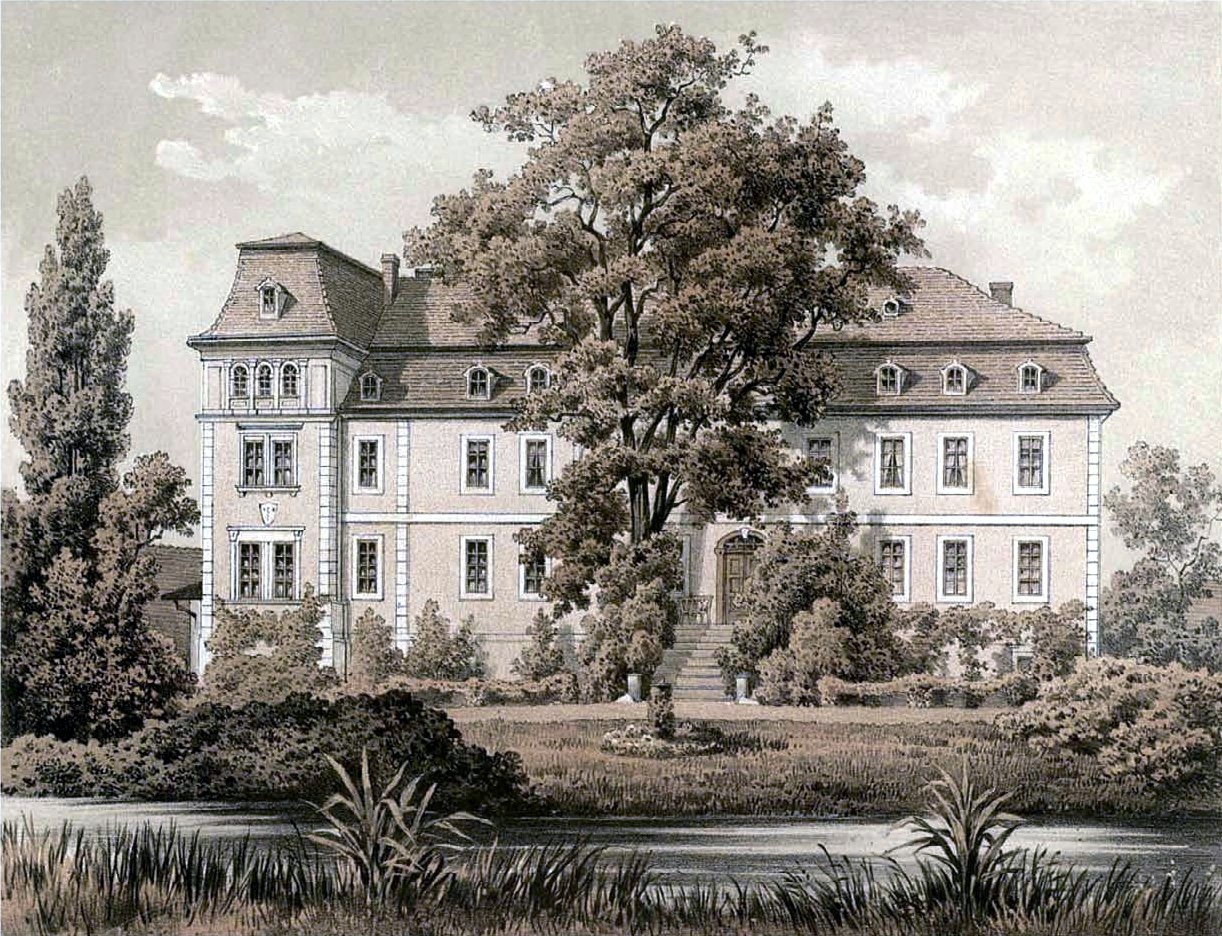
Rittergut Ogrosen um 1875/77, Sammlung Alexander Duncker

Die Familie von Stutterheim vereinigt in der Zeit von der Mitte des 15. Jahrhunderts bis in das 17. Jahrhundert die Güter Alt-Golssen, Sellendorf, Hohendorf, Schäcksdorf, Krossen, Drahnsdorf, Liedekahle, Jetzsch, Falkenhain, Zützen, Görsdorf, Landwehr, Priaro, Waldow, Rietzneuendorf, Briesen, Oderin, Sagritz, Pitschen, Krebitz und etliche weitere Güter in ihrer Hand und hielt damit ein Gebiet, welches weit über das Gebiet des heutigen Golßen im südlichen Brandenburg hinausging. Das von Amtshauptmann Christian Hieronymus von Stutterheim in Erlangen 1728–1730 erbaute und nach ihm benannte Stutterheimsche Palais diente von 1836 bis 1971 als Rathaus der Stadt und später als Sitz verschiedener Kultureinrichtungen. Von 2007 bis 2010 erfolgte eine Generalsanierung.

## Wappen
Das Wappen zeigt in Blau zwei aufrecht stehende goldene Halbmonde, die mit dem Rücken gegeneinander stehen. Auf dem Helm mit blau-goldenen Decken ein wachsendes braunes Ross.
Das Wappen derer von Stutterheim von 1778 zeigt den gleichen Schild, hat jedoch zwei Helme. Auf dem rechten ein wachsendes braunes Ross, auf dem linken ein offener, je mit einem zugewendeten goldenen Halbmonden belegter blauer Flug.

## Personen
- Albert von Stutterheim (1853–1929), preußischer Generalleutnant[3]
- Carl August von Stutterheim (1759–1820), preußischer Generalmajor, Ritter des Ordens pour le mérite mit Eichenlaub
- Christian Hieronymus von Stutterheim (1679–1749), kursächsischer Generalmajor[4]
- Christian Hieronymus von Stutterheim (1690–1753), markgräflich-brandenburg-kulmbachischer Wirklicher Geheimer Rat und erster Minister
- Christian Wilhelm Karl von Stutterheim (1723–1783), Landsyndikus der Lausitz und polnisch-kursächsischer Kammerherr
- Erdmann Friedrich von Stutterheim (1741–1809), Kreiskommissar des Thüringischen Kreises[5]
- Friedrich Gottlieb (Gottlob) von Stutterheim (1757–1832), preußischer Generalmajor[6]
- Friedrich Wilhelm von Stutterheim, auch Alt-Stutterheim (1787–1860), preußischer Rittmeister, Ritter des Ordens pour le mérite[7]
- Georg Dietrich von Alt-Stutterheim (1861–1947), preußischer Generalmajor[8]
- Gottlob Friedrich Leberecht von Stutterheim (1757–1798), Landsyndikus der Lausitz und kursächsischer Geheimer Finanzrat
- Heinrich Gottlieb von Stutterheim (1718–1789), kurfürstlich-sächsischer Staats- und Kabinettsminister, Generalleutnant der Kavallerie
- Heinrich Otto von Stutterheim (1659–1714), Amtshauptmann der Ämter Forst und Spremberg[9]
- Hermann von Stutterheim (Jurist, 1843) (1843–1909), deutscher Jurist und Richter
- Hermann von Stutterheim (Jurist, 1887) (1887–1959), deutscher Jurist und Ministerialbeamter
- Joachim Friedrich von Stutterheim (1715–1783), preußischer Generalleutnant
- Joachim Friedrich von Alt-Stutterheim (1889–1950), Regierungsvizepräsident in Potsdam[10]
- Johann von Stutterheim (1805–1870), k.u.k. Generalmajor[11]
- Joseph von Stutterheim (1764–1831), k.u.k. Feldmarschallleutnant
- Kunemund von Stutterheim (1886–1957), erster Landesrat der ehemaligen Provinz Schlesien und Vorsitzender des schlesischen Roten Kreuzes
- Kurt von Stutterheim (1888–1978), Schriftsteller
- Leopold August von Stutterheim (1808–1868), preußischer Generalmajor
- Ludwig August von Stutterheim (1751–1826), preußischer General der Infanterie sowie Gouverneur von Königsberg
- Otto Hieronymus von Stutterheim (1625–1702), Oberamtsregierungspräsident und Konsistorialdirektor der Niederlausitz, Geheimer Rat, Domherr zu Magdeburg[12]
- Otto Ludwig von Stutterheim (1718–1780), preußischer Generalleutnant, Gouverneur von Magdeburg, Chef des Infanterieregiments von Jung-Stutterheim, Ritter des Ordens pour le mérite und des Schwarzen Adlerordens
- Richard von Stutterheim (1815–1871), deutscher General der Deutschen Legion im Krimkrieg
- Wilhelm von Stutterheim (1770–1811), k.u.k. Feldmarschallleutnant, Ritter des Ordens Pour le Mérite
- Wilhelm von Stutterheim (1848–1927), Bürgermeister von Bad Harzburg und Mitglied der braunschweigischen Landesversammlung[13]
- Wolff von Stutterheim (1893–1940), deutscher Generalmajor

Albert von Stutterheim
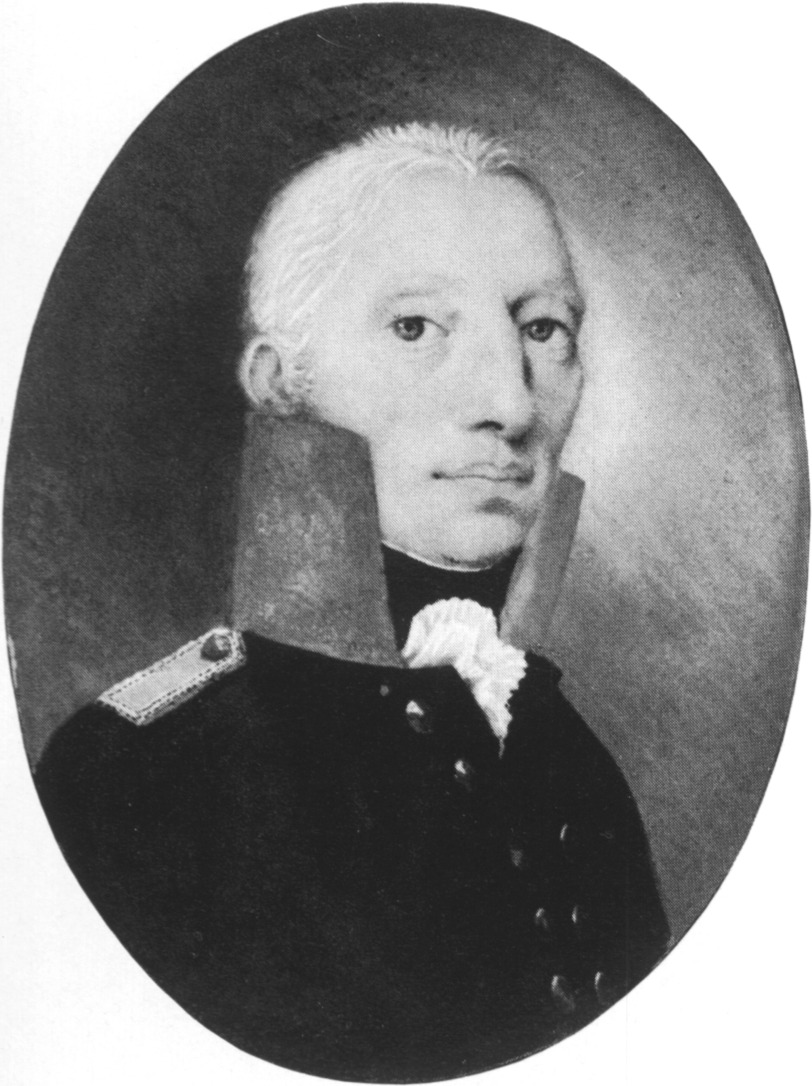
Carl August von Stutterheim
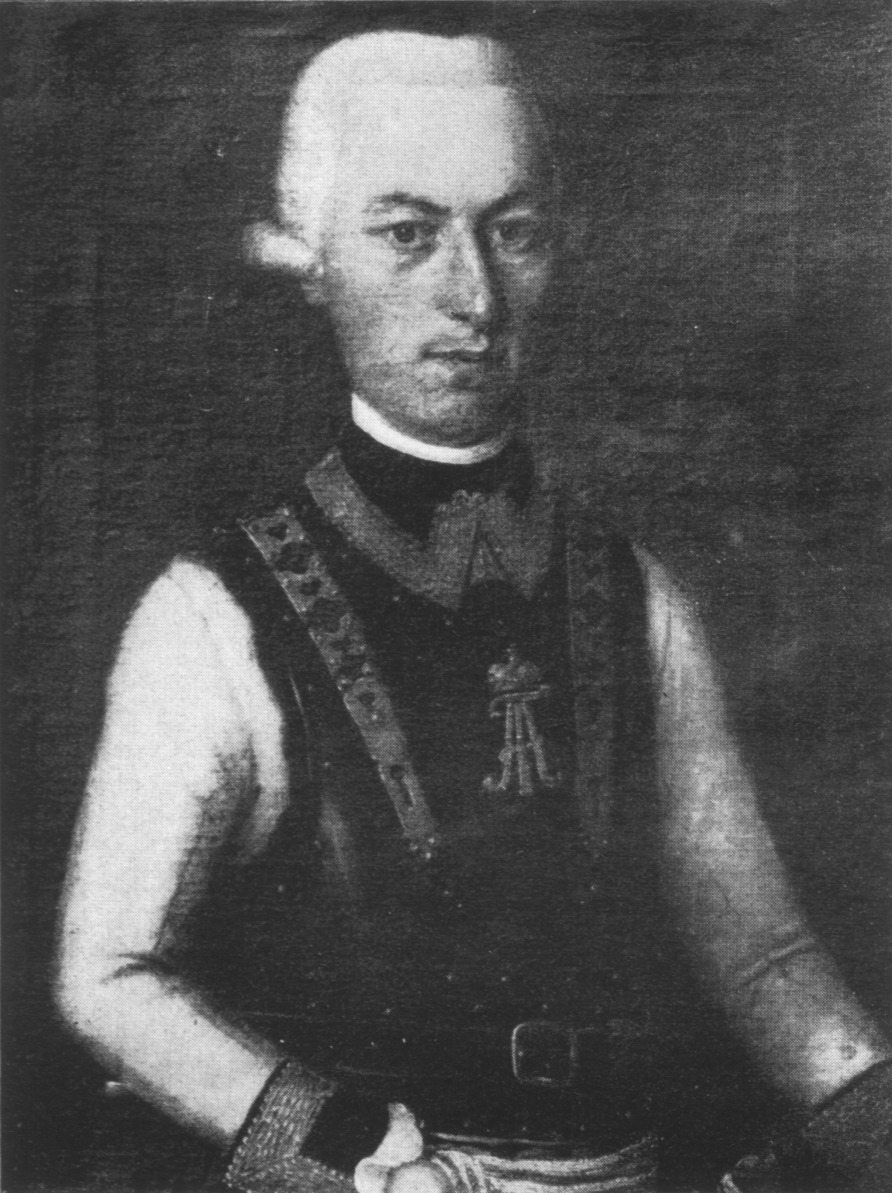
Erdmann Friedrich von Stutterheim
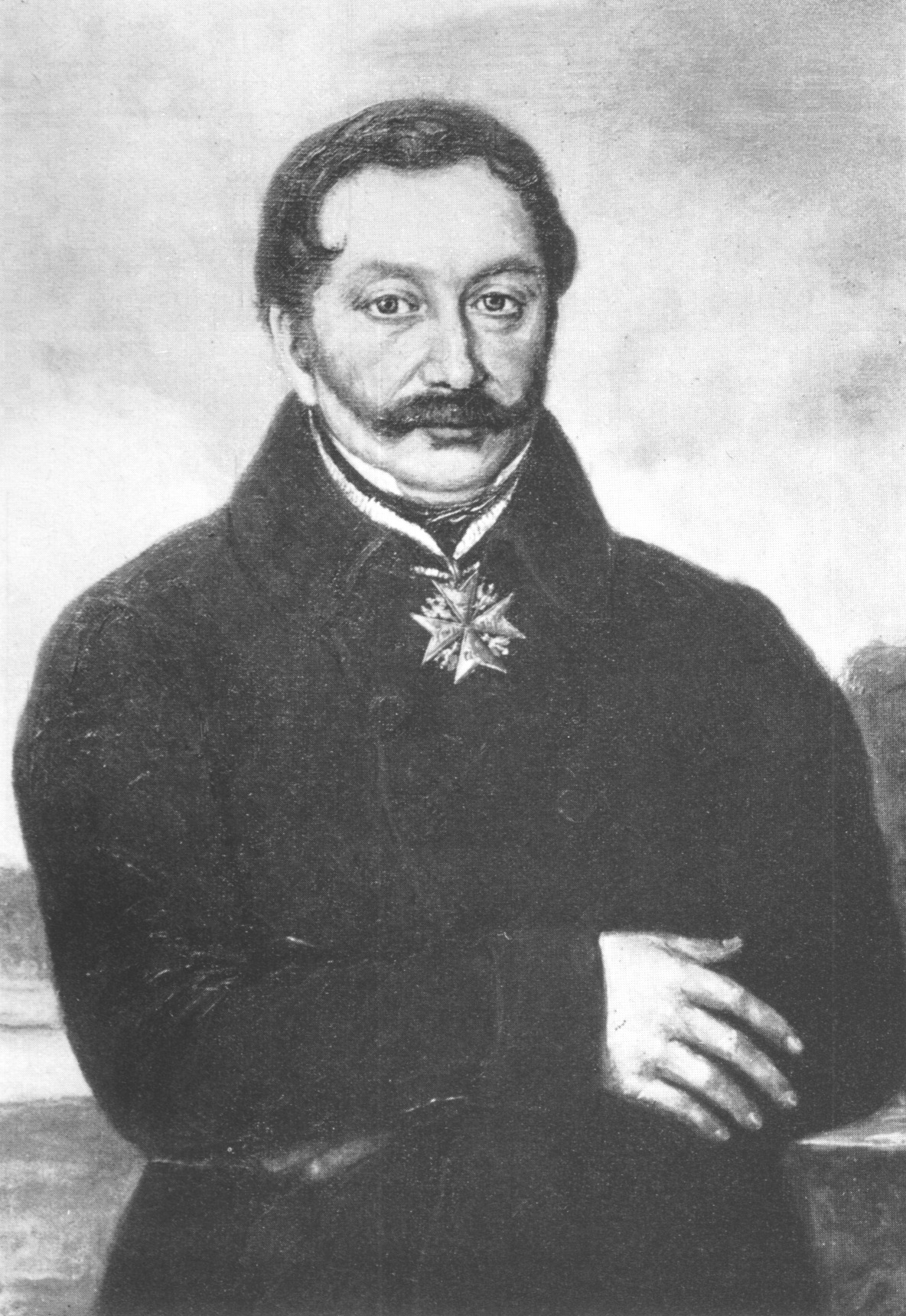
Friedrich Wilhelm von Stutterheim
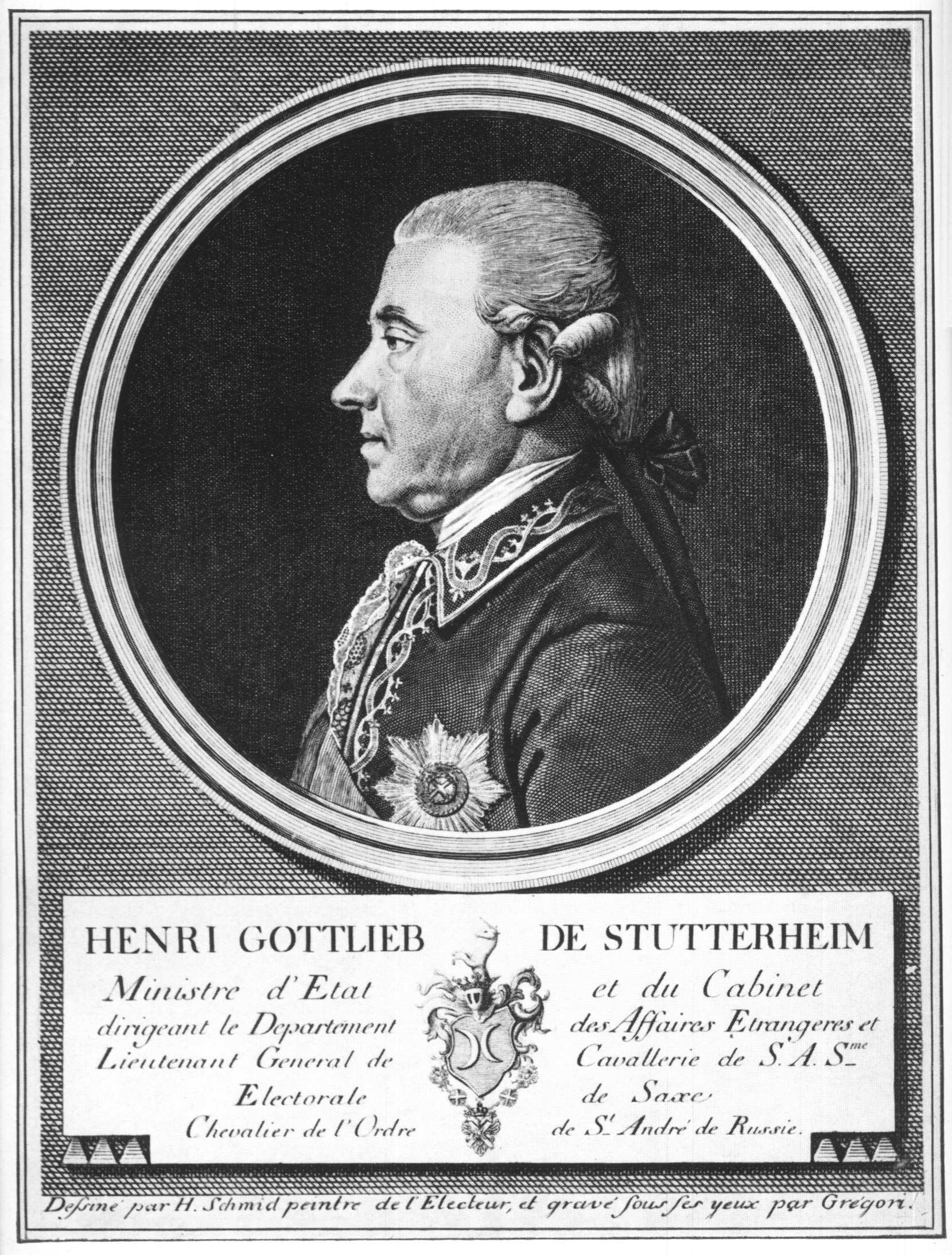
Heinrich Gottlieb von Stutterheim
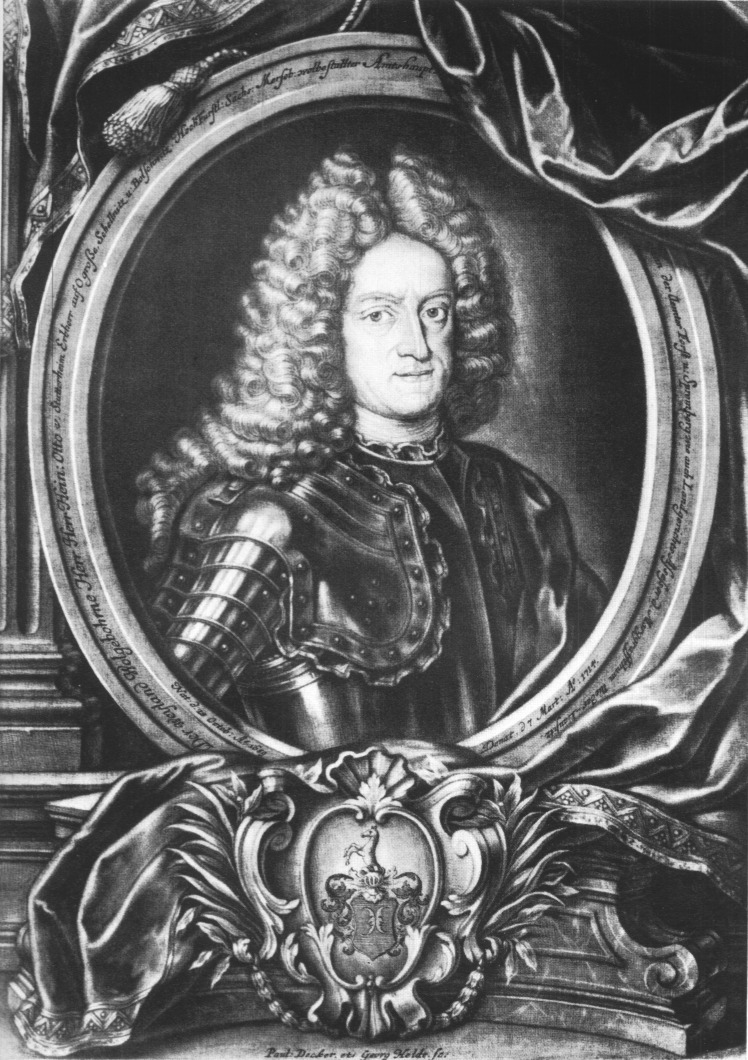
Heinrich Otto von Stutterheim
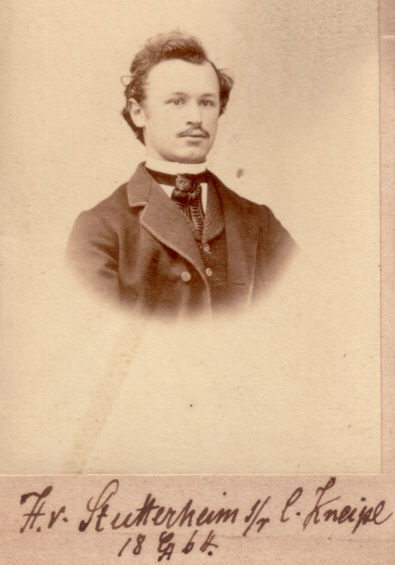
Hermann von Stutterheim
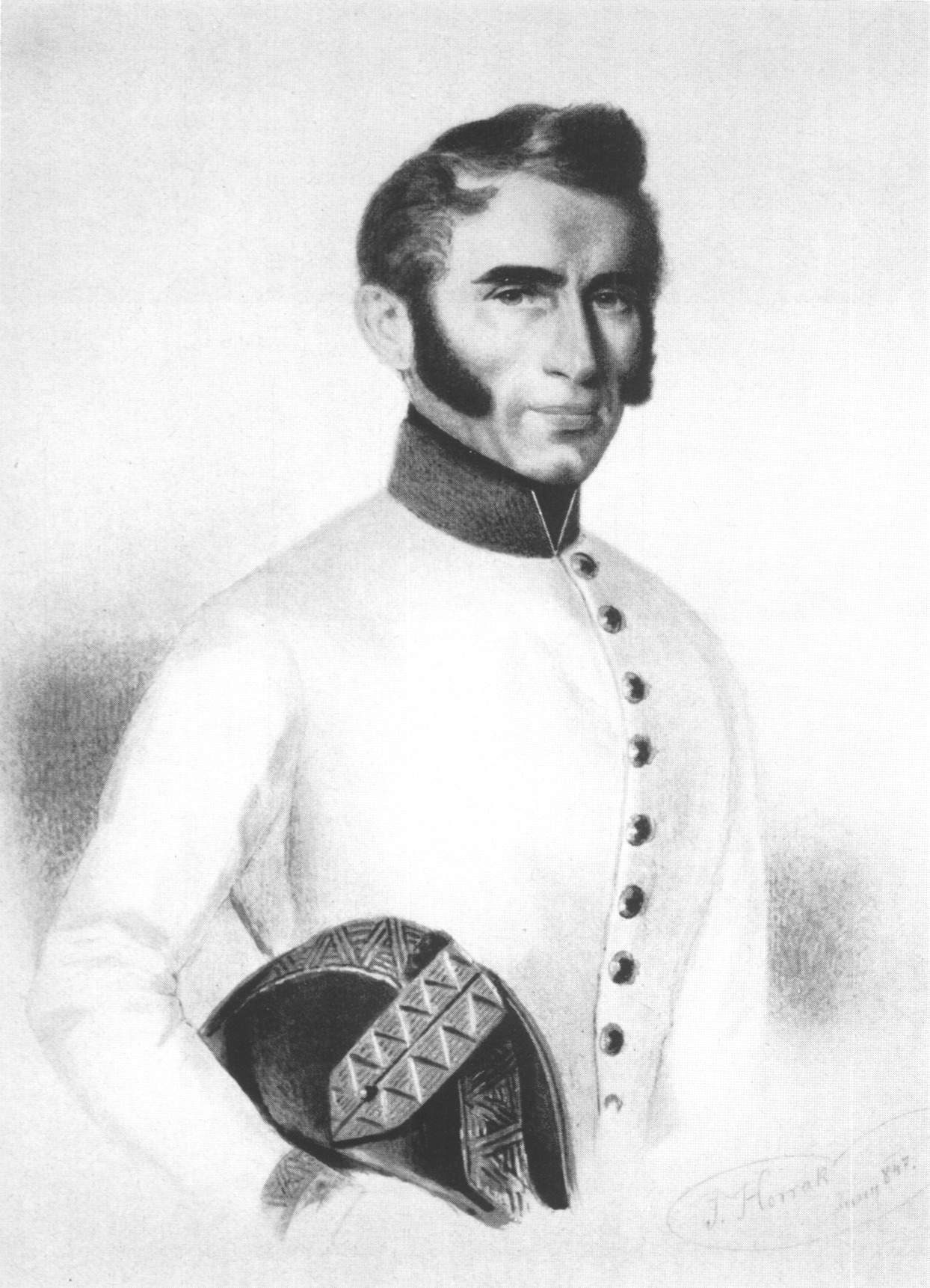
Johann von Stutterheim
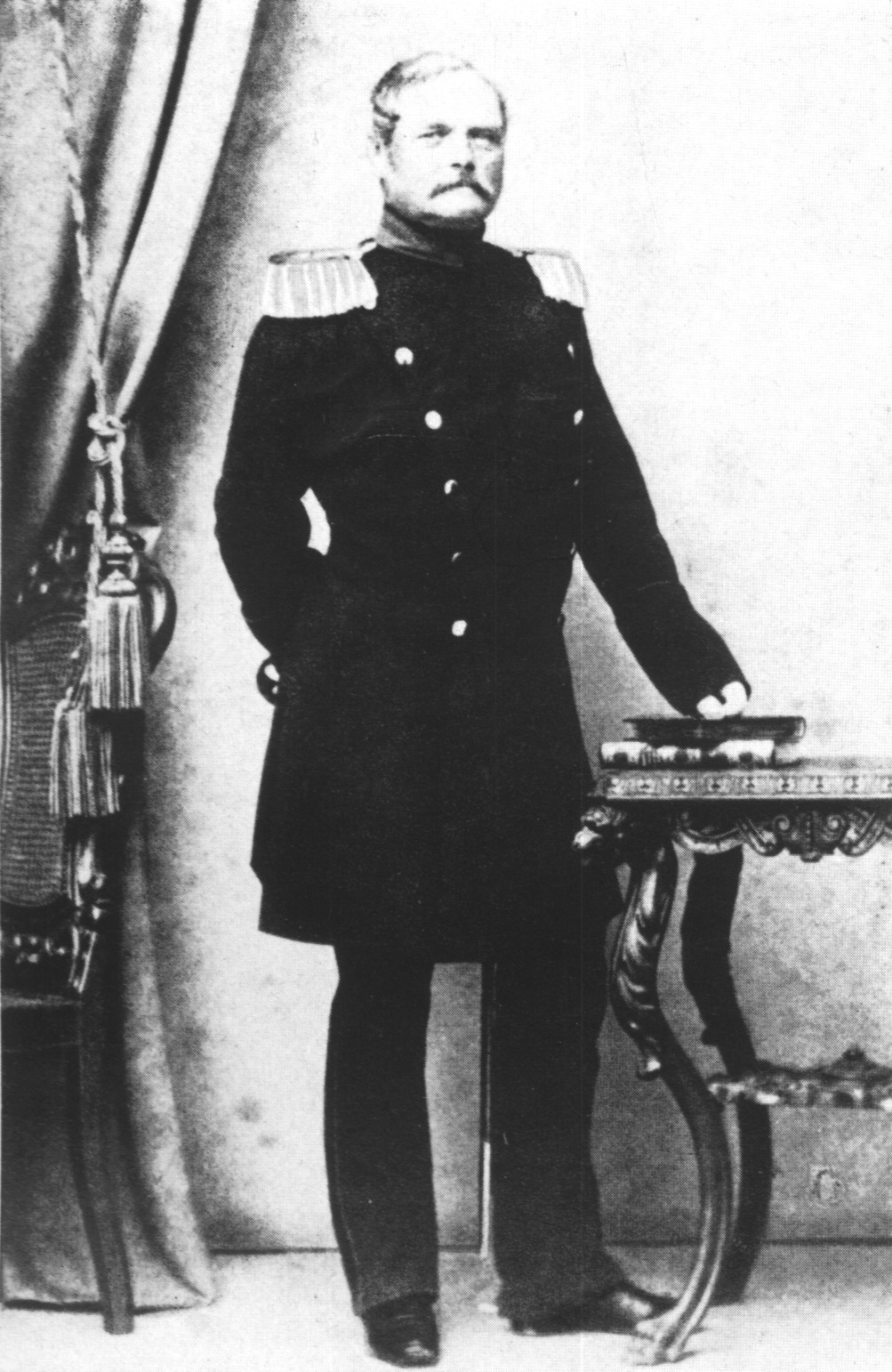
Leopold August von Stutterheim
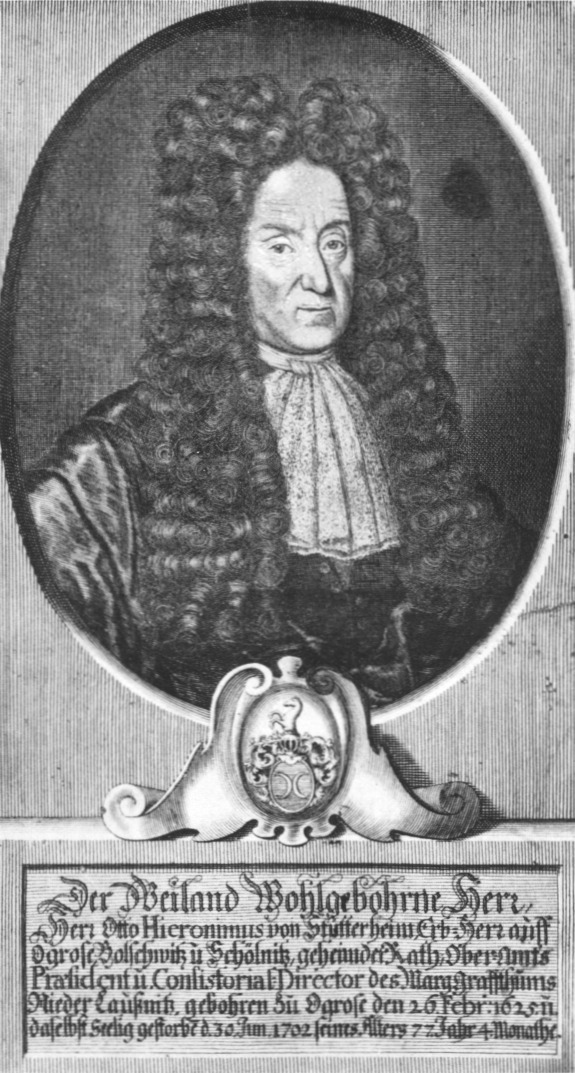
Otto Hieronymus von Stutterheim
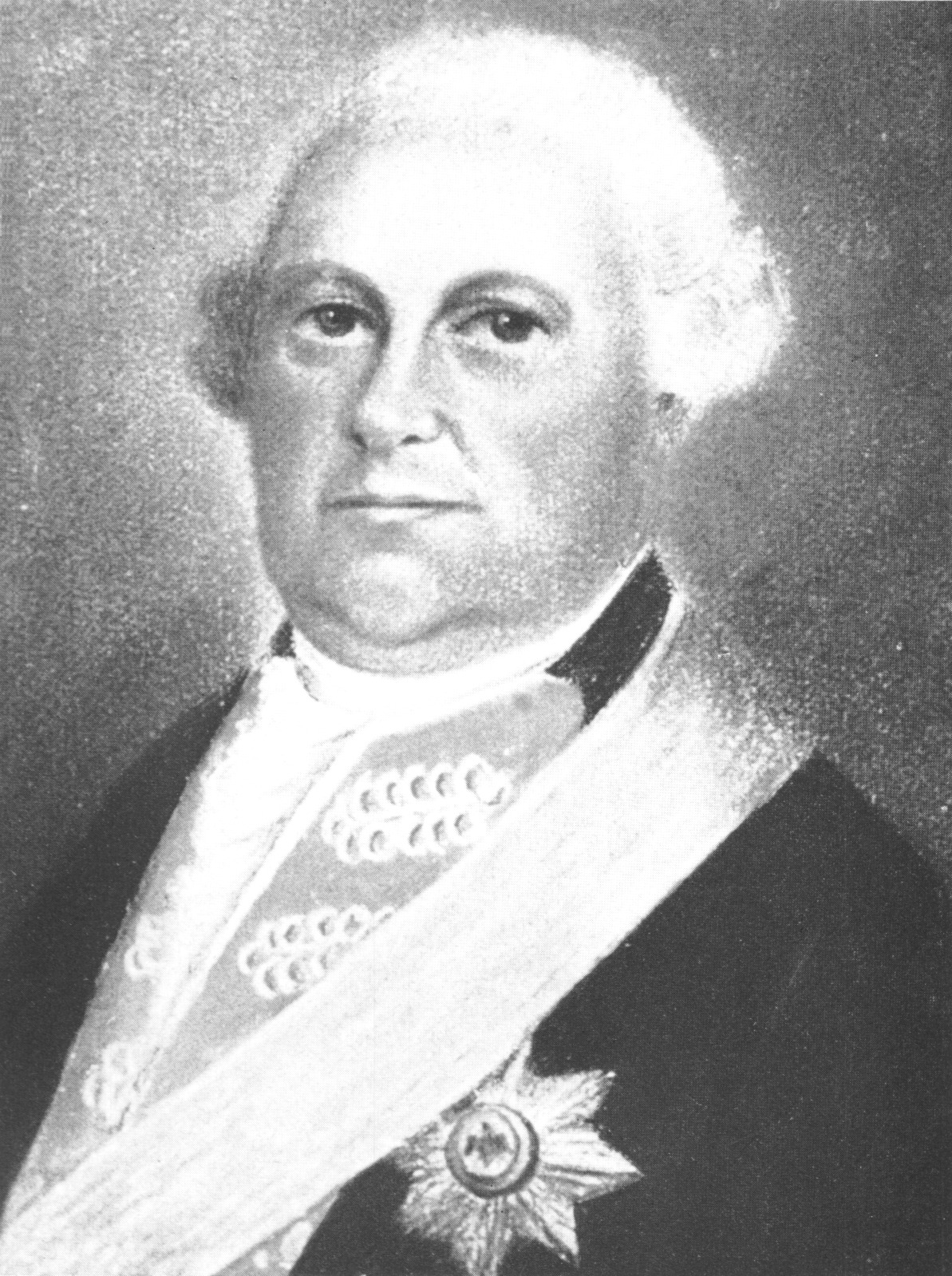
Otto Ludwig von Stutterheim
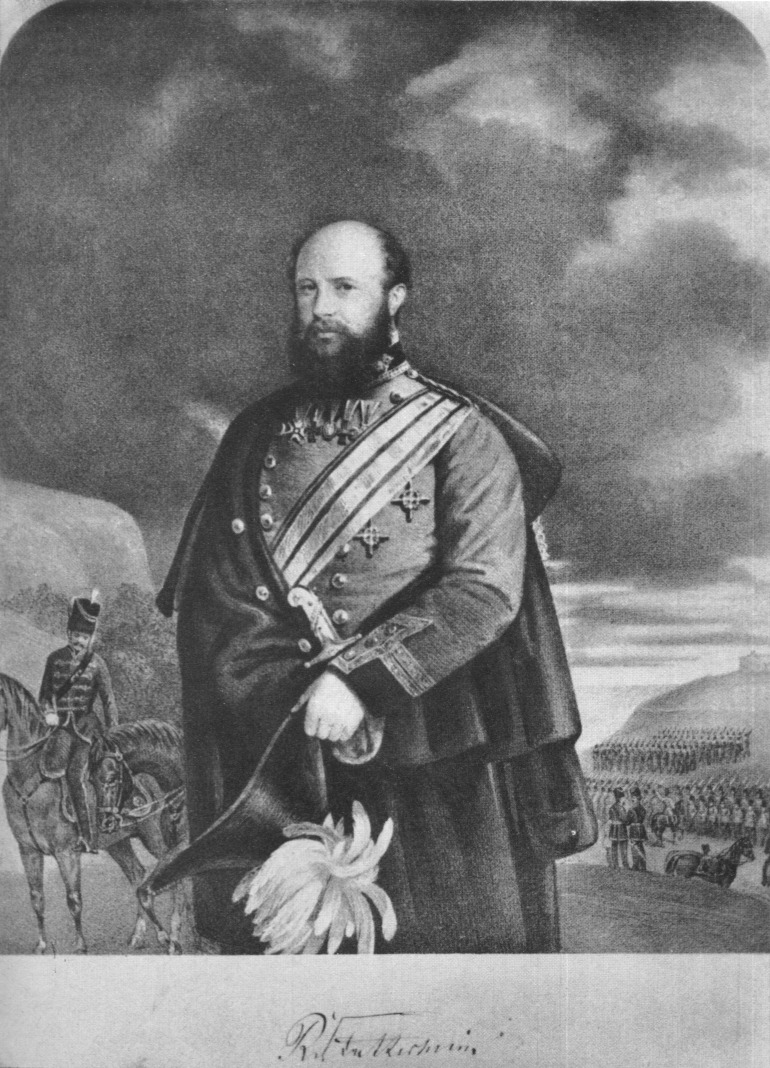
Richard von Stutterheim
Wilhelm von Stutterheim (1848–1927)

### Sekundärliteratur
- Andreas Jakob: Zur Geschichte des Palais Stutterheim. In: Stadt Erlangen (Hrsg.): Das Bürgerpalais Stutterheim. Geschichte und Gegenwart eines Adelssitzes 1730–2010, Verlag Palm & Enke, S. 10–49, Erlangen 2010, ISBN 978-3-7896-1000-4.